# Eva Horáková
Eva Horáková, rozená Němcová (* 3. prosince 1972 Praha, Československo) je česká basketbalistka hrající na křídle, nejlepší hráčka Evropy za rok 1996, mistryně a vicemistryně Evropy, juniorská mistryně Evropy, dvojnásobná vítězka Evropské ligy a francouzské ligy za tým Bourges a dvojnásobná semifinalistka americké profesionální soutěže WNBA s družstvem Clevelandu. Zúčastnila se Letních olympijských her 1992 v Barceloně, kde družstvo obsadilo 6. místo.

## Sportovní kariéra
V letech 1994, 1996 a 1997 byla vyhlášena nejlepší basketbalistkou francouzské ligy. Stala se také nejužitečnější hráčkou a nejlepší střelkyní Mistrovství Evropy v roce 1995 a členkou all-star družstva na Mistrovství Evropy 1999. V roce 1997 byla historicky první Češkou draftovanou do profesionální WNBA a následujících pět sezón odehrála v družstvu Cleveland Rockers, za nějž ve 111 zápasech nastřílela 1 302 bodů. V letech 1997 a 1998 se stala členkou all-star týmu WNBA. Během sezóny 2000 zaznamenala historický rekord americké ligy, když vstřelila 66 trestných hodů (šestek) v řadě.. Ve finále Mistrovství Evropy 2005 rozhodla posledním tříbodovým košem o vítězství českého týmu nad Ruskem.
V roce 2002 se rozhodla ukončit kariéru. Důvodem bylo protahované zranění kolene. Poté se vrátila a podruhé ukončila aktivní činnost v roce 2006, opět ze zdravotních důvodů. V roce 2009 se k basketbalu vrátila potřetí, když nastupuje za prvoligový klub Sokol Hradec Králové. V listopodu 2009 si poranila křížové vazy v koleni a nastoupila na několikaměsíční přestávku.
K roku 2010 spolukomentovala ženské basketbalové přenosy vysílané na České televizi.
Narodila se v roce 1972 do rodiny atletických olympioniků Jiřiny Němcové-Vobořilové (LOH 1956, LOH 1960, LOH 1964) a Zdeňka Němce LOH 1960. Je vdaná, má dvě dcery. Měří 187 centimetrů.

## Hráčská kariéra
- 1991:  ZVVZ USK Praha
- 1991–1993 :  Stade Clermontois Auvergne Basket 63
- 1993–1996 :  AS Montferrand
- 1996–1998 :  CJM Bourges Basket
- 1998–2000 :  Messina
- 2000–2002 :  CUS Chieti
- 2002–2003 :  MKB Euroleasing Sopron a  Stade Clermontois Auvergne Basket 63
- 2003–2005 :  CUS Chieti
- 2005–2006 :  ASD Basket Parma
- 1998–2002 :  Cleveland Rockers
- 2009 :  Sokol Hradec Králové
- 2012–2013 :  BLK VŠE Praha
- od 2013 :  BLK Slavia Praha